# Газ
Вижте пояснителната страница за други значения на газ.
Газ е едно от четирите агрегатни състояния на веществото, при което частиците са свързани с много слаби връзки помежду си.
Тези частици може да са молекули, атоми или йони, които се движат свободно и хаотично и запълват равномерно предоставения им обем. Газ (мъжки род – членувано газът, мн. число газовете) в по-тесен смисъл означава вещество над критичната си температура, което не може да се кондензира при каквото и да е налягане.
Газообразни вещества при температура по-ниска от критичната температура се наричат па̀ри и могат да преминат в течно или твърдо състояние при по-високи налягания. Газовете (и па̀рите) нямат собствен обем и форма, а заемат формата и обема на съда (или пространството) в който (което) се намират. При атмосферно налягане обемът на едно вещество в газообразно състояние е около 1000 пъти по-голям от обема на течността. Ако температурата на газа е значително по-висока от критичната, а налягането – значително по-ниско от критичното за съответния газ, то той се приема за идеален газ.

## Частни случаи на газове
- Идеален газ – той е най-простият математически модел в молекулната физика, при който всички удари и взаимодействия между молекулите се считат еластични, като времето за взаимодействие между молекулите е пренебрежимо малко в сравнение със средното време между отделните удари. Особено опростени са отнасянията към температура и налягане. Поведението на такива газове не зависят от състава и химичните им свойства.[2] Това е пределно състояние, към което се стремят всички газове.[2] За идеалния газ са в сила прости закономерности, известни като газови закони.
- Реален газ – газ, който отчита взаимодействието между молекулите.
- Газ на Ван дер Ваалс – частен случай на реален газ с достатъчно просто уравнение на състоянието.
- Плазма – частично или напълно йонизиран газ.

## Основни характеристики
За газообразното агрегатно състояние са характерни големи разстояния между градивните частици (най-често молекули) и слаби сили на взаимодействие на градивните частици. Те са много подвижни, а движението им е бързо и хаотично (брауново движение). Нямат обем и форма, но заемат предоставените. Оставени сами на себе си, увеличават обема си до безкрайност.
Отнасянията на газовете към температурата и налягането са по-прости от тези на течностите и твърдите тела.
Повечето газове са трудни за наблюдение директно със сетивата ни и състоянието им се описва с четири физични свойства или характеристики: налягане на газа, брой частици (мол), обем и температура. Сравнени с други агрегатни състояния, газовете имат изключително ниска плътност и вискозитет. Налягането, температурата и обемът се влияят помежду си в определени граници, изучавани са от редица учени като Робърт Бойл, Джон Далтон, Гей-Люсак, Амедео Авогадро, които достигат до някои математически уравнения, описващи състоянието на даден газ (в повечето случаи считан за идеален).

### Налягане
Във физиката за налягане се използва символът p или P, като SI единицата е паскал (Pa).
Когато се прави опит за описание на газов контейнер, терминът налягане (или абсолютно налягане) означава средната сила, която газът упражнява върху повърхността на контейнера. Приема се, че частиците на газа се движат по права линия до стълкновението си с друга частица или стените на контейнера. При това стълкновение се променя импулсът на частицата, който в класическата механика се определя като произведението на масата и скоростта. Частица, която се движи успоредно на стената, няма да промени импулса си. Следователно средната сила е равна на промяната на импулса на всички частици, които участват в сблъсъците. По-точно налягането на газа се изразява в сумата от перпендикулярните компоненти на силата, упражнявана от отделните частици, разделена на площта на стената.

### Температура
Символът, използван за представяне на температурата, е T, а SI единицата е келвин.
Скоростта на дадена частица на газа е пропорционална на неговата абсолютна температура. Температурата на всяка система зависи от скоростта на изграждащите я частици (атоми или молекули). В статистическата механика температурата е мярка за средната кинетична енергия на дадена частица. При увеличаване на кинетичната енергия частицата може да добие линейно, ротационно и вибрационно движение. За сравнение частиците в твърдо вещество могат да увеличат само вибрациите си, тъй като кристалната решетка не позволява линейно и ротационно движение. При добавяне на топлина към определена система (промяна на кинетичната енергия), разпределението на скоростите се дава с разпределението на Максуел-Болцман. Това разпределение се използва за идеални газове в термодинамично равновесие.

### Специфичен обем
В термодинамиката обемът е много важен параметър при описание на термодинамичното състояние на дадена система. Специфичният обем, който е реципрочната стойност на масовата плътност, представлява обемът на единица маса. Обемът зависи от температурата и налягането.

### Плътност
Символът за плътност е ρ (ро), като SI единицата е килограм на кубичен метър. Плътността е реципрочната стойност на специфичния обем.
Тъй като частиците на газа могат да се движат свободно, тяхната маса обикновено се изразява като плътност. Плътността е маса, разделена на обем, или с други думи едно върху специфичния обем. Плътността на газовете е скаларна величина и варира значително за различните газове. Промяната на плътността при даден процес се подчинява на законите на термодинамиката. Стационарните газове не менят плътността си. Плътността намалява с увеличаване на обема и се увеличава с намаляване на обема.

### Мол
По дефиниция 1 mol е количеството вещество в система, съдържаща толкова структурни единици (частици, елементи), колкото атома се съдържат в 0,012 килограма (12 грама) въглерод 12 (12С). Това е една от седемте основни SI единици. 1 mol от даден химичен елемент или съединение е точно толкова грама, колкото е атомната (или молекулната) маса на атома (или молекулата) на този елемент, измерена в u. Количеството частици в 1 mol от което и да е вещество е постоянна величина и се нарича число на Авогадро:
NA = 6,023×1023 mol-1

## Основни закони при газовете
Състоянието на един газ се характеризира с т. нар. величини на състоянието, каквито са температурата, обемът и налягането. Основните газови закони определят състоянието на идеалния газ в зависимост от тези три величини.

### Закон на Бойл-Мариот[2]
Законът е изведен от Робърт Бойл през 1662 година. Понякога на български се нарича закон на Бойл-Мариот. Той гласи: Ако определено количество идеален газ се държи при фиксирана температура, обемът (V) и налягането (P) му ще бъдат обратнопропорционални.
{\displaystyle p\cdot V={\mbox{const}};\ p_{1}\cdot V_{1}=p_{2}\cdot V_{2}}
Графично законът се изразява с pV-изотерми. Всяка от хиперболите отговаря на дадена температура и лежи толкова по-високо, колкото е по-висока температурата.

### Закон на Шарл
Налягането на дадена маса идеален газ при постоянен обем е правопропорционално на термодинамичната температура.
Математическа формулировка:
{\displaystyle {P}\propto {T}},
тоест
{\displaystyle {\frac {P}{T}}=const}.

### Закон на Гей-Люсак
При постоянно налягане отношението между обема на идеален газ и неговата абсолютна температура е постоянна величина.
Нарича се още закон за топлинното разширение на газовете. Ако например температурата на газа се увеличи, ще се увеличи и неговият обем, при условие че масата и налягането на газа останат постоянни.
Математическа формулировка:
{\displaystyle {V}\propto {T}},
тоест
{\displaystyle {\frac {V}{T}}=const}.

### Основно уравнение на състоянието на идеалния газ
{\displaystyle pV=nRT} (уравнение на Клапейрон–Менделеев).
В това уравнение:
{\displaystyle p} е налягането (Pa);
{\displaystyle V} е обемът (m3);
{\displaystyle T} е температурата (K);
{\displaystyle R=8,31451} J/(mol·K) е универсалната газова константа;
{\displaystyle n} – количеството вещество (mol).
От уравнението на Клапейрон–Менделеев следва, че обемът на един мол идеален газ при 0 °C (273,15 K) и 1 atm (101 325 Pa) е 22,414 литра (закон на Авогадро). В техническите справочници може да се провери за дадено вещество при какъв интервал от налягания и температури може да се използват законите на идеалния газ с пренебрежима грешка.

## Числени стойности
Преизчисляването на моларния обем за различни стойности на температурата или налягането става по следната формула:
V0 = 273,15*V*Р/101 325*Т
където:
- V – обемът на газа при температура Т и налягане Р;
- Р – налягането в Ра при което се намира газа;
- Т – температурата в К при която се намира газа.

Изчислено по тази формула за обема на 1 mol идеален газ при температура 20 °C (293,15 К) и налягане 101 325 Ра се получава 24,04 L.